# Turkish Aerospace Industries
A TAI (sigla em inglês de Turkish Aerospace Industries, Inc.) ou TUSAŞ (sigla em turco de Türk Havacılık ve Uzay Sanayii A.Ş.) ou, em português, Indústrias Aeoroespaciais Turcas, é a principal empresa aeroespacial da Turquia, que atua na produção, projeto, modernização e suporte de pós-venda de aeronave, satélites e sistemas de defesa e telecomunicações.
A empresa atual resultou da fusão, em 28 de abril de 2005, de duas empresas anteriormente independentes, a Turkish Aerospace Industries e a Türk Havacılık ve Uzay Sanayii. Os acionistas da empresa são a TSKGV (Türk Silahlı Kuvvetlerini Güçlendirme Vakfı; Fundação das Forças Armadas da Turquia), a SSM (Savunma Sanayii Müsteşarlığı; Subsecretariado para as Indústrias de Defesa) e a THK (Türk Hava Kurumu; Associação Aeronáutica Turca).
A Turkish Aerospace Industries anterior foi um consórcio criado em 1984 entre a subsidiária turca da Lockheed Martin (Lockheed Martin of Turkey, Inc.), a General Electric e o estado turco para o fabrico de caças F-16, onde a Lockheed Martin detinha 42% do capital, a GE 7%, pertencendo os restantes 51% capital de entidades turcas. Em 12 de janeiro de 2005, as empresas americanas venderam as suas participações à antiga TUSAŞ. Antes da fusão, a TAI produziu 240 caças F-16 para as forças armadas da Turquia e montou 46 F-16 para a Força Aérea Egipcía, tendo expandido as suas atividades ao fabrico de outras aeronaves de asa fixa e helicópteros e à investigação, desenvolvimento e projeto.
O complexo industrial da TAI, localizado em Ancara, a capital da Turquia, ocupa uma área total de 5 000 000 m². A unidade fabril tem 200 000 m² de área coberta e está equipada com maquinaria de alta tecnologia com grande capacidade de produção em áreas como o fabrico de peças de aeronáutica, montagem de aeronaves e testes de voo, além dos serviços de entrega ao cliente. Os sistemas de qualidade da empresa seguem os padrões internacionais mais exigentes, que incluem NATO AQAP-110, ISO 9001:2000, AS EN 9100 e AECMA-EASE.

## Programas
Na produção e know-how da TAI destacam-se a coprodução de caças F-16, de aviões de transporte militar, patrulhamento e vigilância CASA CN-235, aviões de acrobacia aérea e de treino Aermacchi SF.260, de helicópteros multiusos, de SAR (search and rescue, busca e resgate) e C-SAR (busca e resgate de combate) Eurocopter AS532 Cougar, bem como o projeto e fabrico de UAV's (Unmanned Aerial Vehicles, veículos aéreos não tripulados), target drones (aviões controlados remotamente usados para treino de guerra aérea) e aviões para agricultura.
O core business da TAI inclui modernização, modificaçãp e integração de novos sistemas e suporte de pós-venda de peças fixas e móveis de aeronáutica, como asas fixas e rotativas de aeronaves militares e civis na posse da Turquia e dos seus aliados.
Entre os parceiros internacionais da TAI destacam-se, entre outros, a Agusta, a Alenia Aeronautica, a Boeing, a Airbus, a CASA, a Eurocopter, a Israel Aerospace Industries (IAI), Lockheed Martin, a Northrop Grumman, a MD Helicopters, a Sikorsky e a SONACA (Société Nationale de Construction Aérospatiale SA). A TAI faz participa no consórcio europeu Airbus Military S.L. desde o seu início.

### Programas militares
- Material de guerra eletrónica e modificações estruturais para os F-16 da Força Aérea da Turquia (TuAF).[2]
- MLU (mid-life update, "atualização de meia-vida") e outras atualizações (Falcon-Up e Falcon Star Modifications) para a Força Aérea Real da Jordânia.[3]
- Modificações de 42 F-16 da Força Aérea do Paquistão de Block-15 para Block-50.[4]
- Modificação de aviões anti-ssubmarino Grumman S-2 Tracker para aviões de combate a incêndios.
- Modificações de aviões CN-235's e helicópteros UH-60 Black Hawks  para as forças especiais turcas.
- Modificações de CN-235's para missões patrulhamento (MPA) e segurança (MSA) marítima para a Marinha e Guarda Costeira da Turquia.
- Modificações e modernização do Eurocopter AS 532.[5]
- Fabrico de partes móveis em vidro para as cabines de pilotagem (tailcones) de helicópteros Sikorsky S-70.[6]
- Conversão de Boeings 737-700 em aviões de Sistema Aéreo de Alerta e Controle (AEW&C).[7]
- Modernização da aviónica (eletrónica de bordo) do avião C-130 Hercules para a força aérea turca.[8]
- Produção do centro da fuselagem do F-35 Joint Strike Fighter.[9]
- Participação no desenho e desenvolvimento do avião de transporte militar e de reabastecimento aéreo Airbus A400M.[10]
- Modernização da aviónica do avião T-38 Talon para a força aérea turca.[11][12]
- Desenho, desenvolvimento e produção do helicóptero de ataque T-129 para as forças armadas turcas.[13]
- Desenho, desenvolvimento e produção do TAI Hürkuş, com certificação EASA CS-23.[14]
- Desenho, desenvolvimento e produção do UAV TAI Anka para a força aérea turca.[15]

### Programas civis
- Painéis de fuselagem para os aviões Airbus A319, A320 e A321.
- Pontas das asas e painéis para a cabine de pilotagem do Boeing 737 e outras partes comuns dos Boeing B747, B757, B767 e B777,[16] nomeadamente portas dos trens de aterragem do nariz  para B747, estabilizadores de dorso para o B777.
- Portas traseiras e coberturas de motores para o Eurocopter EC135.
- Fuselagens para helicópteros MD Helicopters MD-902.
- Estabilizadores horizontais, tail rotor pylons e tail booms para os helicópteros Sikorsky S-70A e MH-60.
- Estabilizadores horizontais para os helicópteros Sikorsky S-76.
- Fuselagens para os helicópteros AgustaWestland AW139.[17]
- No futuro está previsto o fabrico de winglets para o Airbus A350 XWB.